# Ананд, Адарш
Адарш Сен Ананд (догри आदर्श सेन आनंद, англ. Adarsh Sein Anand; 1 ноября 1936 года, Джамму — 1 декабря 2017 года, Ноида, Уттар-Прадеш) — индийский юрист и правовед, судья, глава высших судов штатов Джамму и Кашмир (1985—1989) и Тамилнад (1989—1992), впоследствии член Верховного суда (с 1991) и верховный судья Индии (1991—2001).

## Биография и карьера
Родился в 1936 году в Джамму (на тот момент — одной из столиц княжества Джамму и Кашмир в составе Британской Индии). Получил среднее образование в родном городе в Model Academy.
Начал получать высшее образование в Университете Джамму и Кашмира. В 1958 году начал слушать курс права в Университете Лакхнау, закончив его в 1960 году с дипломом по трудовому праву и степенью бакалавра права. Продолжил образование в докторантуре Университетского колледжа Лондона в Великобритании, получив в 1963 году степень PhD по конституционному праву Британского содружества.
Получил лицензию барристера судебной корпорации Иннер-Тэмпл в 1964 году. Вурнувшись в Индию, успешно практиковал при Высшем суде штатов Пенджаб и Харьяна.
В мае 1975 года получил должность резервного судьи Высшего суда штата Джамму и Кашмир, а с февраля 1976 был введён в штат постоянных судей. С конца мая 1984 года был исполняющим обязанности главы Высшего суда, а еще через год официально занял пост главного судьи Джамму и Кашмира.
Осенью 1989 года был переведен на пост главы Высшего суда Мадраса и по совместительству назначен членом Высшего судабного комитета по задолженностям.
В ноябре 1991 года получил назначение в судьи Верховного суда Индии. В октябре 1998, обладая наибольшим стажем из действующих членов Верховного суда на момент отставки его предыдущего главы Маданмохана Пунчхи, был назначен верховным судьёй и пребывал на этом посту до предписанной законом отставки по достижении 65-летнего возраста в конце октября — начале ноября 2001 года.
В дополнение к своей службе в высших судах штатов и государства занимался правоведческо-образовательной деятельностью. Был членом правления Islamia College в Сринагаре, членом научного совета юридического факультета Кашмирского университета, преподавателем и членом советов Университета Джамму и его юридического факультета. Опубликовал выдержавшую несколько переизданий книгу «The Constitution of Jammu & Kashmir — Its Development & Comments».
С февраля 2003 по конец 2006 года возглавлял Национальную комиссию по правам человека.
В 2010 был назначен председателем комиссии по оценке безопасности Муллапериярской дамбы в штате Керала. Комиссия закончила свою работу отчётом в апреле 2012 года.
Умер 1 декабря 2017 года в Ноиде после продолжительной болезни. Кремирован 3 декабря на гхате Лоди в Нью-Дели.

## Дополнительные ссылки и литература
- Former CJI Adarsh Sein Anand dies at 81 (англ.). Malayala Manorama[англ.] (2 декабря 2017). Дата обращения: 5 декабря 2017. Архивировано 4 декабря 2017 года.